# Un affare di gusto
Un affare di gusto (Une affaire de goût) è un film del 2000 diretto da Bernard Rapp.

## Trama
Nicolas, un affascinante e misterioso ragazzo, sostituisce un cameriere in un ristorante.
Qui viene notato da Frédéric Delamont, un potente uomo d'affari con un'ossessione maniacale per la perfezione, che lo assume come assaggiatore, ufficialmente per un'allergia al pesce ed al formaggio. Tra i due si instaura subito un rapporto di stima e fiducia che si trasforma velocemente in un pericoloso rapporto simbiotico e perverso.

## Riconoscimenti
- Festival del film poliziesco di Cognac 2000: "Grand Prix", "Unravel Award", "Premio della critica"
- Festival Internazionale del cinema di Karlovy Vary 2000: "Special Mention", nomination per il "Crystal Globe"
- Efebo d'oro Cinema 2001
- 5 Nomination al Premio César 2001: "Migliore attore", "Miglior film", "Migliore attrice non protagonista", "Migliore sceneggiatura", "Migliore promessa maschile"